# Aunt Mary (film 1915)
Aunt Mary è un cortometraggio muto del 1915 interpretato e diretto da Tom Santschi. Il film, prodotto dalla Selig, aveva tra gli altri interpreti Bessie Eyton, Franklin Hall, Helen Castle.

## Produzione
Il film fu prodotto dalla Selig Polyscope Company.

## Distribuzione
Distribuito dalla General Film Company, il film - un cortometraggio in una bobina - uscì nelle sale cinematografiche statunitensi il 7 aprile 1915.